# PZL P.24
O PZL P.24 foi um caça polonês projetado a partir de 1933 na fábrica PZL em Varsóvia. Foi exportado para diversos países, apesar de ser pouco operado em seu país de origem. O seu desenho era baseado no PZL P.11 e deu origem ao caça romeno IAR 80.[carece de fontes?]

## Projeto e Desenvolvimento
O PZL P.24 foi desenvolvido como uma versão de exportação do PZL P.11, um caça de asa de gaivota, todo em metal concebido por Zygmunt Puławski. O P.11 era propulsionado com um motor Bristol Mercury construído sob licença. Esta licença, contudo, não permitia que o mesmo fosse exportado, por isso a empresa francesa Gnome et Rhône propôs usar os seus motores no P.11. O primeiro protótipo P.24/I, alimentado por um motor Gnome et Rhône 14Kds com 570 kW, voou em Maio de 1933. O segundo protótipo, o P.24/II, chamado de "Super P.24", estabeleceu um novo recorde mundial de velocidade para caças movidos a motores radiais (414 km/h). O terceiro protótipo P.24/III foi o "Super P.24bis" com um motor 14Kfs mais potente. Esta última variante foi exibida na Exposição Aérea de Paris em 1934, atraindo grande interesse dos participantes.[carece de fontes?]
A aeronave possuía um desenho convencional, com asas superiores. A construção era completamente metálica incluindo o revestimento. As asas eram estilo gaivota, com um perfil fino perto da fuselagem, para proporcionar uma boa visão para o piloto. Esta configuração foi desenvolvido por Zygmunt Puławski e ficou conhecida como "Asa Polaca". A canópia era fechada (excepto nos protótipos). Possuía ainda um tanque de combustível interno de 360 litros que poderia ser largado em caso de emergência. Tinha um trem de aterragem fixo convencional, com um patim na retaguarda. O armamento consistia numa combinação de dois canhões Oerlikon FF de 20 mm nas asas e duas metralhadoras 7,92 milímetros Browning sincronizadas com a hélice. Esse armamento era considerado pesado para os padrões da época e surpreendente até para o início da Segunda Guerra Mundial, onde a maioria dos caças ainda levavam apenas um ou dois pares de metralhadoras leves, exceptuando-se alguns poucos modelos. O PZL P.24A, E e F tinham um par de canhões e um par de metralhadoras, enquanto as versões B, C e G tinham dois pares de metralhadoras.[carece de fontes?]

## História Operacional
Apesar de ser um caça superior ao P.11, apenas 2 foram adquiridos pela Força Aérea Polaca. Esta optou por aguardar o PZL.50 Jastrząb. Quando ficou claro durante o período pré-Segunda Guerra Mundial que o PZL.50 não estaria pronto a tempo de enfrentar o iminente ataque alemão, decidiu-se retomar a produção do P.11 e ordenou-se a produção do P.24. No entanto, nenhum P.24 foi produzido antes do início das hostilidades, e apenas dois foram utilizados na campanha polaca. No entanto, a aeronave teve maior sucesso no exterior.
Na Turquia, por exemplo, foram utilizados para treino até o final da década de 1940. Alguns foram remodelados com motores Pratt & Whitney Double Wasp.
A Força Aérea Imperial Romena já utilizava PZL P.11Fs construídos sob licença na fábrica IAR, e decidiu adquirir o P.24 também. A Romênia comprou cinco P.24Es e uma licença de produção, e construiu 25 IAR P.24Es na fábrica IAR entre 1937 e 1939. Alguns componentes do P.24E, principalmente a sua cauda, foram utilizados na construção do caça de asa baixa IAR 80, que era comparável em desempenho ao Hawker Hurricane e o Messerschmitt Bf-109E em operação na Romênia e superior ao Morane-Saulnier MS.406 e ao Fokker D.XXI, também caças muito usados pelas restantes potências européias. O P.24 foi usado para defender Bucareste e os campos petrolíferos de Ploieşti das bombardeiros soviéticos no início da Operação Barbarossa. Voando a partir da base aérea militar Otopeni, os P.24 conseguiram abater 37 bombardeiros Soviéticos. O P.24E também foi usado para missões de ataque ao solo até o final de 1941 e em 1942 foi relegado a tarefas de treino já que já estava obsoleto.[carece de fontes?]

## Operadores
Polónia

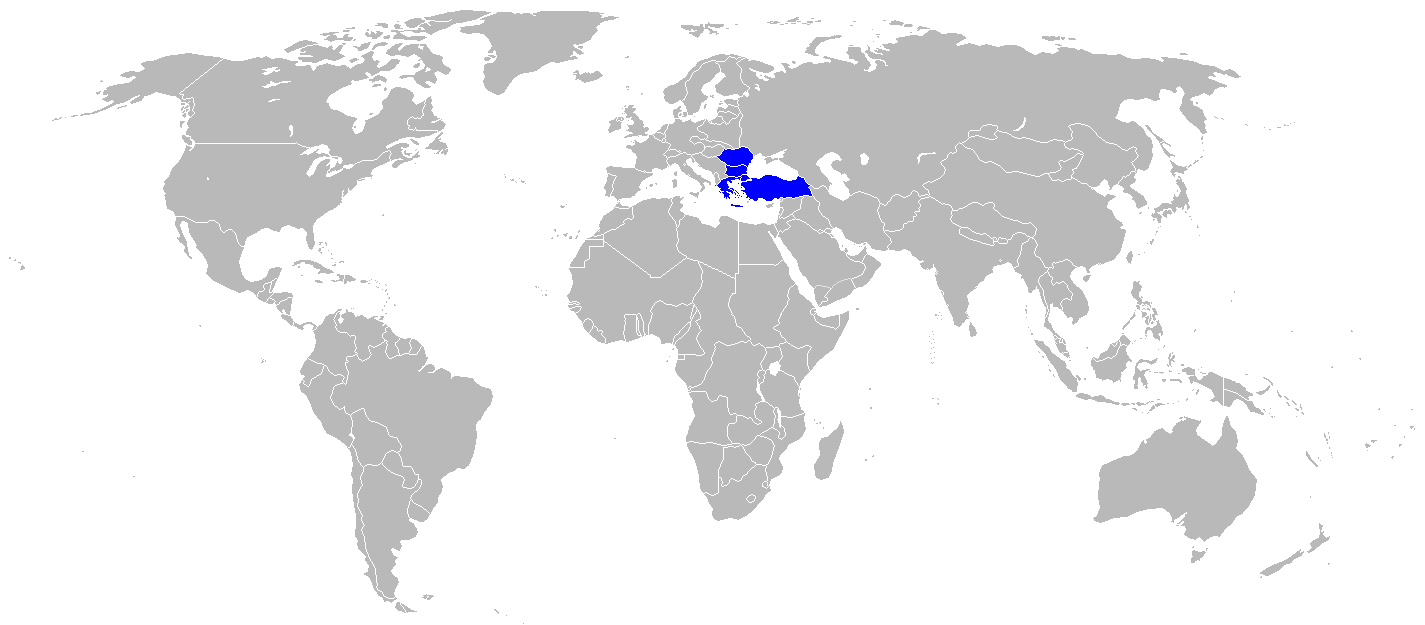
Mapa mostrando os operadores do P.24

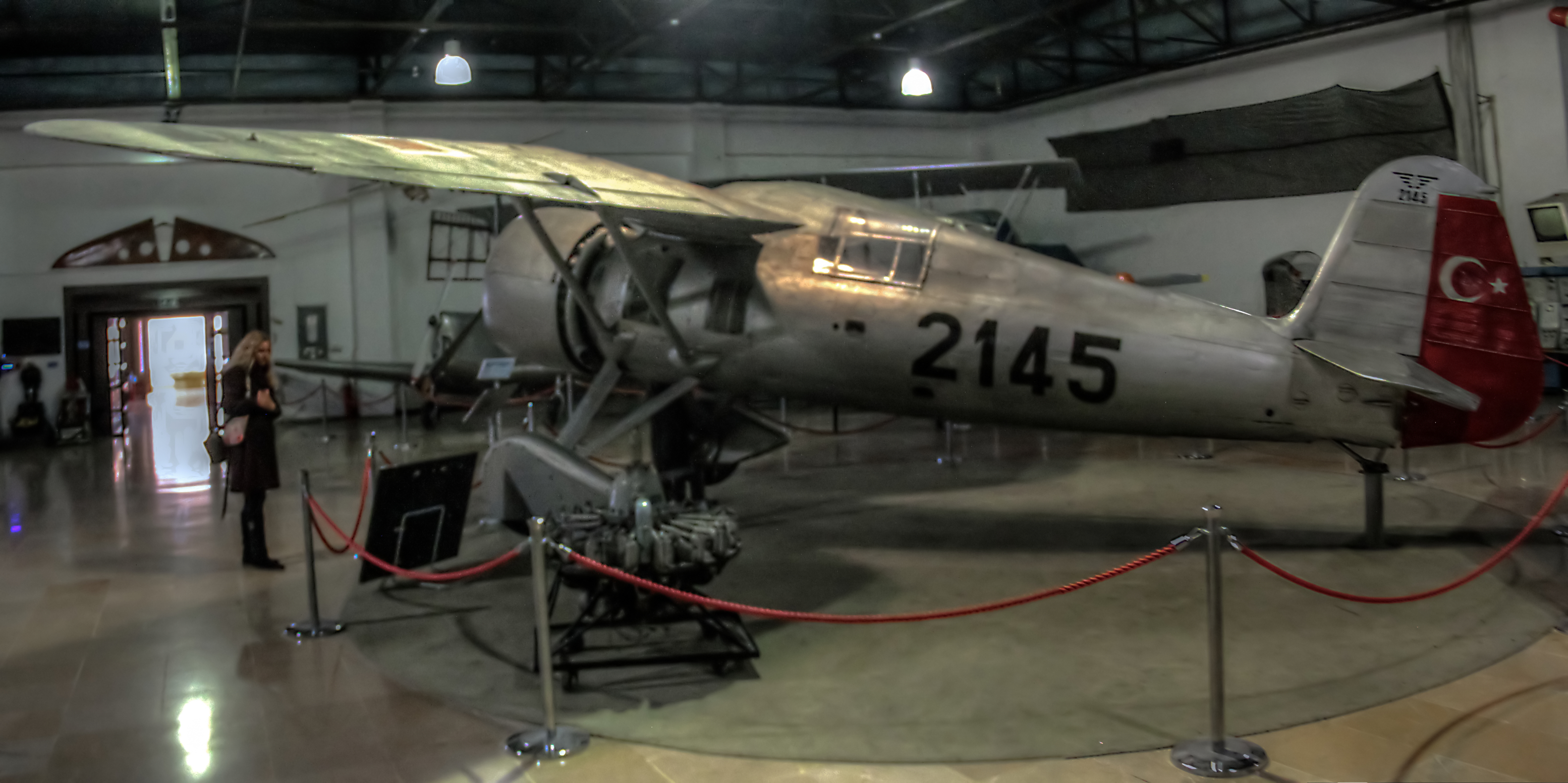
O único modelo sobrevivente em Istambul, Turquia

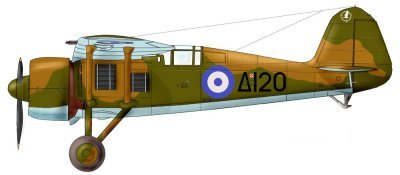
Um PZL P.24 F/G da Grécia, 1940

- Um PZL P.11G Kobuz foi utilizado pela Polônia durante sua guerra defensiva. Essa aeronave, pilotada por H. Szczęsny derrubou 2 aeronaves alemãs entre 14 e 15 de setembro. Essa aeronave é normalmente identificada como PZL P.24.[carece de fontes?]

 Bulgária
- Força Aérea Búlgara encomendou 14 PZL P.24B em 1937-1938. Mais tarde, encomendou mais 26 PZL P.24F, dos quais 22 foram recebidos da Polónia, nos dias antes do começo das hostilidades, os restantes 4, que aguardavam os hélices foram destruídos num bombardeamento alemão na fábrica Okecie em setembro de 1939 pelos alemães.[carece de fontes?]

 Grécia
- A Força Aérea Grega encomendou em 1936, 30 P.24Fs e 6 P.24Gs entregues em 1937-38.[carece de fontes?]

 Romênia
- A Força Aérea Imperial Romena encomendou 5 PZL P.24E em 1937 e construiu 25 IAR P.24E sob licença.[carece de fontes?]

 Turquia
- A Força Aérea Turca encomendou 14 P.24A e 26 P.24C, recebidos em 1937. Outros 20 P.24A/Cs foram construídos na Turquia, seguidas por 30 P.24G.[carece de fontes?]

## Sobreviventes
O único exemplar sobrevivente de um PZL P.24 no mundo está exposto na Turquia. Fotografias da peça de museu turco mostram uma variedade de numeração de série (2015, 2017, 2147) e são fotografadas em diferentes locais: (Ancara e Istambul), sugerindo que pode haver mais de um sobrevivente.[carece de fontes?]

## Especificações
|                          | P.24A, P.24B, P.24C | P.24E                                                                                | P.24F, P.24G |
| ------------------------ | --- | ------------------------------------------------------------------------------------ | --- |
| Tripulação               | 1 | 1                                                                                    | 1 |
| Comprimento              | 7,50 m (24,6 ft) | 7,50 m (24,6 ft)                                                                     | 7,81 m (25,6 ft) |
| Envergadura              | 10,71 m (35,1 ft) | 10,71 m (35,1 ft)                                                                    | 10,68 m (35,0 ft) |
| Altura                   | 2,96 m (9,71 ft) | 2,96 m (9,71 ft)                                                                     | 2,96 m (9,71 ft) |
| Área alar                | 17,90 m² (193 ft²) | 17,90 m² (193 ft²)                                                                   | 17,90 m² (193 ft²) |
| Peso vazio               | 1 327 kg (2 930 lb) | 1 327 kg (2 930 lb)                                                                  | 1 329 kg (2 930 lb) |
| Peso carregado           | 1 870 kg (4 120 lb) | 1 900 kg (4 190 lb)                                                                  | 2 000 kg (4 410 lb) |
| Peso de decolagem (MTOW) | 2 000 kg (4 410 lb) | 2 000 kg (4 410 lb)                                                                  | 2 000 kg (4 410 lb) |
| Motorização              | 1 x motor radial a pistão de quatorze cilindros Gnome-Rhône 14Kfs                                                                                        | 1 x motor radial a pistão de quatorze cilindros Gnome-Rhône 14KIIc32                 | 1 x motor radial a pistão de quatorze cilindros Gnome-Rhône 14N-07                                                                                |
| Potência                 | 900 hp (671 kW) / 930 hp (694 kW) (máx.) | 900 hp (671 kW) / 930 hp (694 kW) (máx.)                                             | 970 hp (723 kW) |
| Desempenho               | |                                                                                      | |
| Velocidade Máx.          | 410 km/h (221 kn) | 408 km/h (220 kn)                                                                    | 430 km/h (232 kn) |
| Alcance                  | 700 km (435 mi) | 700 km (435 mi)                                                                      | 700 km (435 mi) |
| Tecto de serviço         | 9 000 m (29 500 ft) | 10 000 m (32 800 ft)                                                                 | 10 000 m (32 800 ft) |
| Razão de subida          | 11 m/s | 11 m/s                                                                               | 11.1 m/s |
| Armamento                | P.24A• 2 x metralhadoras • 2 x canhões de 20 mm (0,787 in) • 2 x bombas de 50 kg (110 lb) P.24B, P.24C• 4 x metralhadoras • 4 x bombas 12,5 kg (27,6 lb) | • 2 x metralhadoras • 2 x canhões de 20 mm (0,787 in) • 2 x bombas de 50 kg (110 lb) | P.24F• 2 x metralhadoras • 2 x canhões de 20 mm (0,787 in) • 2 x bombas de 50 kg (110 lb) P.24G• 4 x metralhadoras • 4 x bombas 12,5 kg (27,6 lb) |